# Гаврилов Андрій Олександрович
Андрій Олександрович Гаврилов (рос. Андрей Александрович Гаврилов; 8 листопада 1987, м. Ленінград, СРСР) — російський хокеїст, воротар. Виступає за «Єрмак» (Ангарськ) у Вищій хокейній лізі.
Вихованець хокейної щколи «Спартак» (Санкт-Петербург). Виступав за «Спартак» (Санкт-Петербург), ХК «Липецьк», «Витязь» (Чехов), «Атлант» (Митищі), «Шинник» (Бобруйськ), «Молот-Прикам'я» (Перм).